# 我们是共产主义接班人

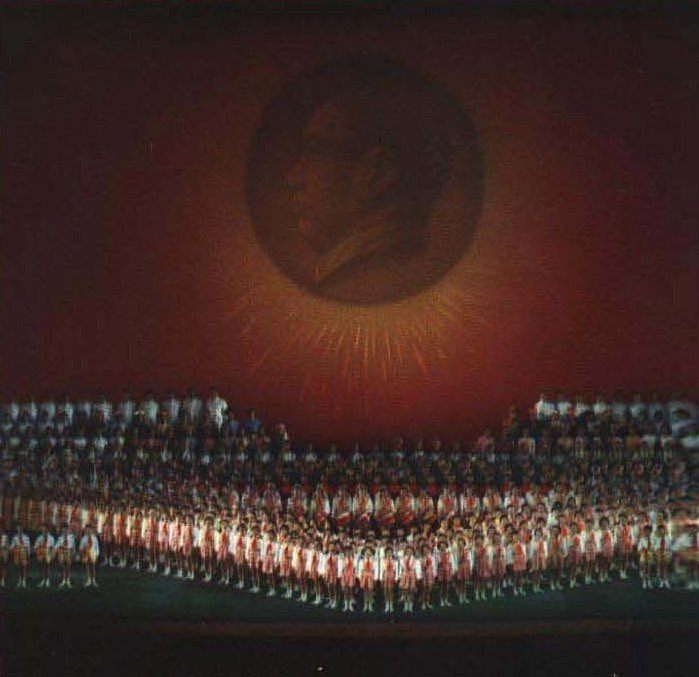
1964年 我们是共产主义接班人

《我们是共产主义接班人》，由周郁辉作词，寄明作曲。是1961年公映的电影《英雄小八路》主题曲。1978年10月27日，被选定为中国少年先锋队队歌。1980年被评为全国少年儿童文艺创作一等奖。
2017年起为中国中央电视台六一晚会的尾声。